# Ploscuțeni, Vrancea
Ploscuțeni (maghiară Ploszkucény) este satul de reședință al comunei cu același nume din județul Vrancea, Moldova, România.
Proprietarul satului, Alexandru Balș, a colonizat inițial țărani români dependenți în jurul anului 1800, însă, nefiind muncitori, i-a alungat. În anul 1820 a adus 30 de familii de ceangăi maghiari din satele Săbăoani, Horgești și Gherăești, ai căror urmași trăiesc în același loc. Românii dislocați s-au așezat în Deleni, de lângă Homocea. Situația este asemănătoare cu alungarea secuilor de lângă Marosvásárhely (Târgu Mureș) și aducerea de iobagi români.
Astăzi este considerată o localitate aparținând grupului nordic al ceangăilor.
Conform recensământului din 1930, 1220 din cei 1.350 de locuitori s-au declarat romano-catolici și 1.185 vorbeau un dialect rural apropiat de limba maghiară ca limbă maternă.

### Structură
În centrul localității, pe partea dreaptă a drumului N-S, se află primăria și consiliul comunal, „școala nouă”, dispensarul și mai în jos, „școala veche” (construită prin 1963 etc.; înaintea clădirii primăriei se află un monument, în centrul comunei, închinat sărbătorii catolice a comunei (14 septembrie, Înălțarea Sfintei Cruci), slujind și ca monument comemorativ al unor evenimente din istoria României, la care comunitatea a luat parte (Răscoala din 1907 și cele două războaie mondiale). În stânga acestui drum, în paralel cu monumentul, se află căminul cultural, construit în anii 1970, restaurat și extins după anul 2004. Pe aceeași parte a drumului se află parcul comunal, spre nord-estul parcului, pe culmea dealului, există biserica catolică închinată Sfintei Cruci, construită în 1927 din beton-armat, unica la acea dată, cu ajutorul altor comunități catolice din zona Moldovei.